# Meerdonk
Meerdonk is een dorp in de Belgische provincie Oost-Vlaanderen en een deelgemeente van Sint-Gillis-Waas, het was een zelfstandige gemeente tot aan de gemeentelijke herindeling van 1977. Het dorp ligt in het noorden van de gemeente, tegen de grens met Nederland.

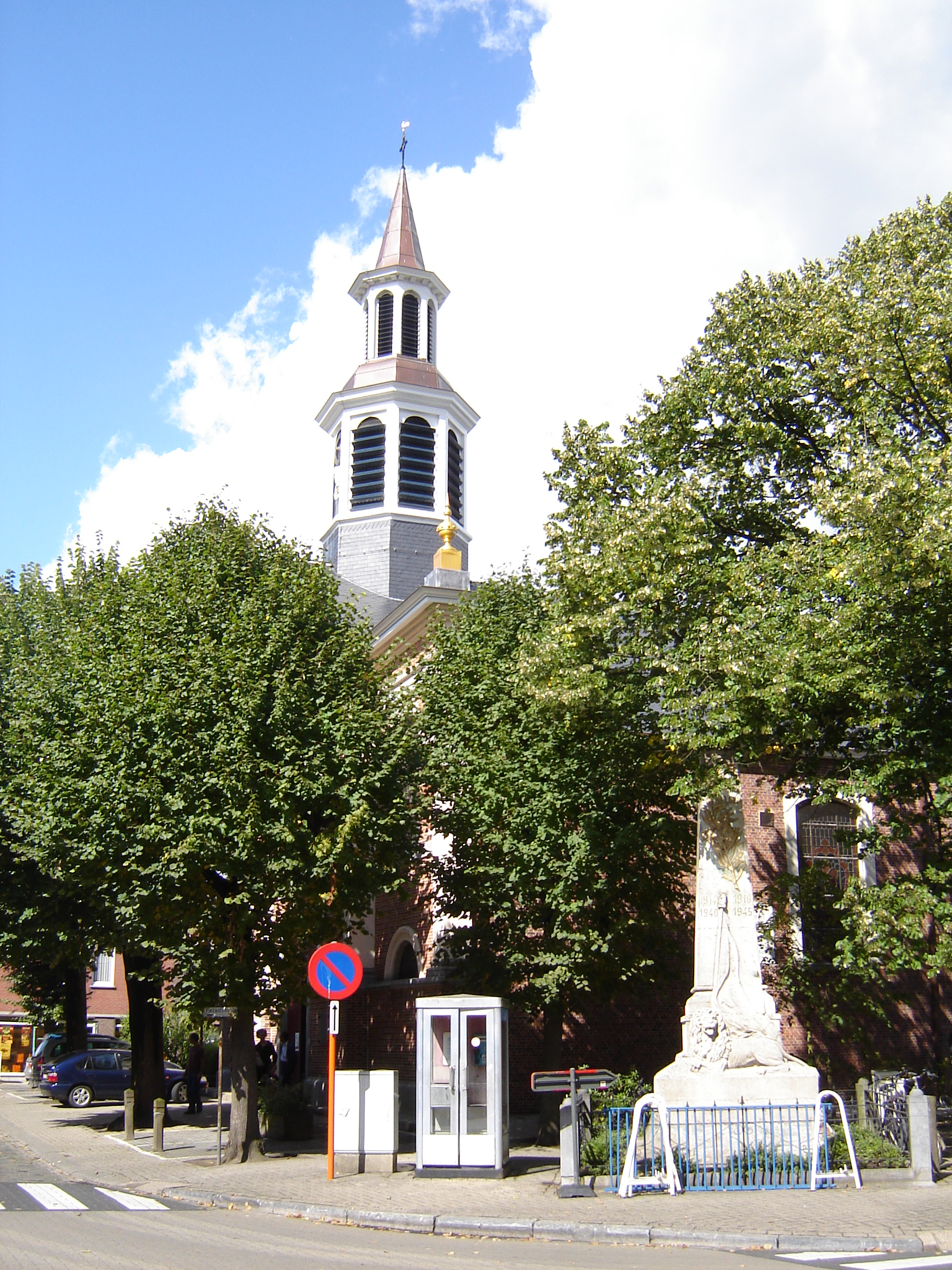
De Sint-Corneliuskerk

## Geschiedenis van Meerdonk
De naam Meerdonk betekent Zandige verhoging. De heerlijkheid Merdonc "moer ende wostine" (moeras en woestenij) maakte tot het einde van de 13e eeuw deel uit van de bezittingen van de burggraven van Gent, waarna het samen met het Land van Waas eigendom werd van de graven van Vlaanderen. Het werd toen Merdonck genoemd. De beschrijving "moer ende wostine" verwijst naar de belangrijke economische activiteit van de turfontginning.
Turf werd gebruikt als brandstof en voor zoutwinning. Turf werd in de zomer gewonnen, als het water wat teruggetrokken was. Het werd in grote klompen gestoken, gedroogd en met platte bootjes naar de steden gevoerd. Wostinen (ook nog 'woestenij' of 'wildernis') waren de stukken onbebouwd land die achterbleven na uitvening. De turfrijke gronden noemde men moeren. Nu nog verwijzen vele straatnamen naar de ontginning van turf (Turfbanken, Pannekeet, Panneweel). De Farnèse-overstroming van 1584 zette het grootste deel van de Meerdonkse polders onder water. Hierdoor ontstond het Saleghem Krekengebied. Meerdonk was aanvankelijk een gehucht van Vrasene en behoorde kerkelijk toe aan Vrasene tot in 1807. Het werd op 1 maart 1845 een onafhankelijke gemeente. Een eerste kerkje werd gebouwd in 1683.

## Demografische ontwikkeling
- Bronnen:NIS, Opm:1831 tot en met 1970=volkstellingen; 1976 = inwoneraantal op 31 december

## Bezienswaardigheden

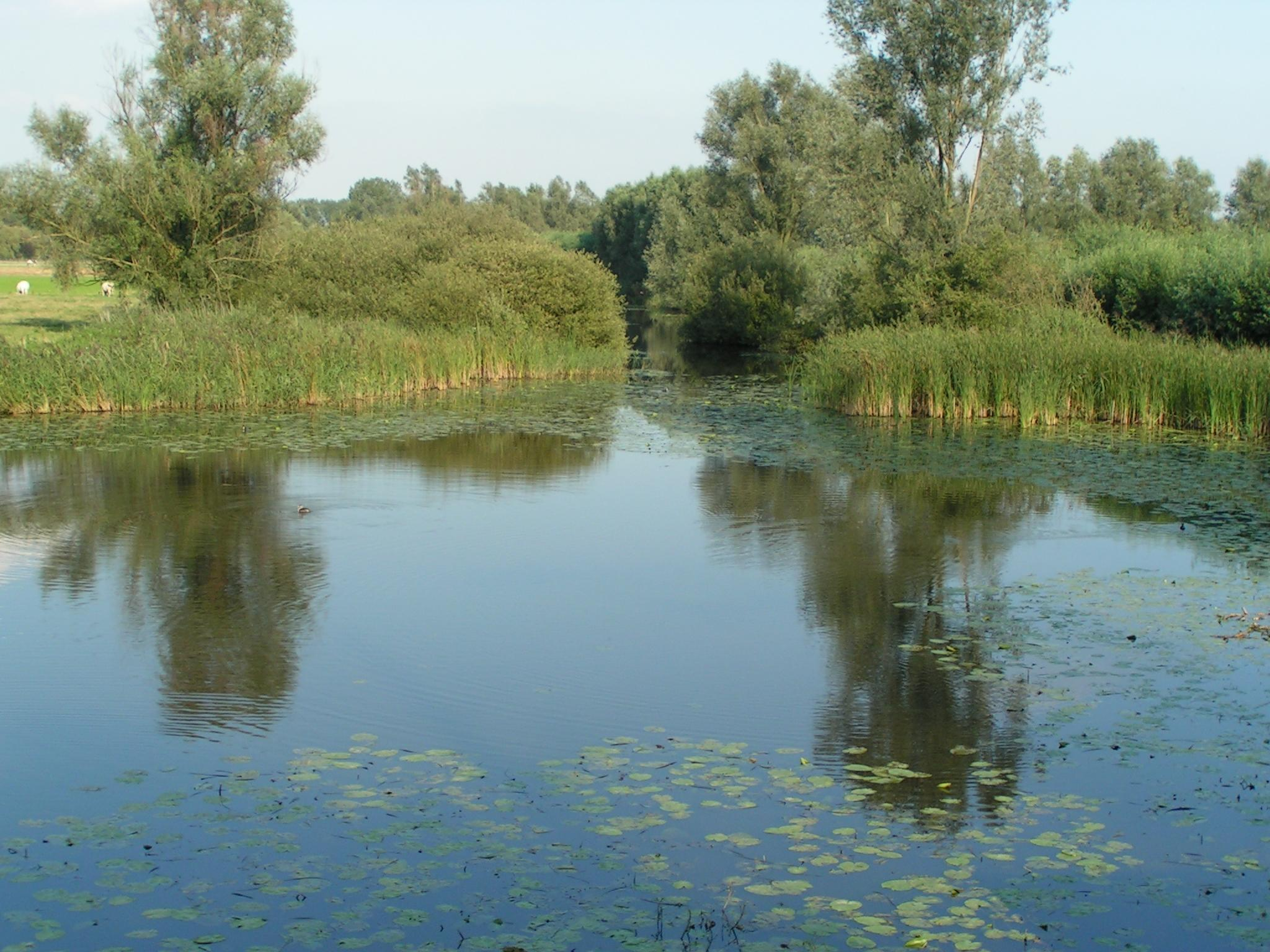
Het Saleghem Krekengebied bij het binnenrijden van Meerdonk

- Het bouwen van de Sint-Corneliuskerk nam een aanvang in 1834. In 2008 werden de grondige renovatiewerken aan de kerk afgerond.
- Een eeuwenoude paardenkastanje heerste over het rustige graspleintje achter de Sint-Corneliuskerk. Deze werd door ouderdom ziek. De boom is in juni 2017 gesneuveld ten gevolge van een stevige stormwind. Ook staat er een houten beeld van de Zeeuwse kunstenaar Omer Gielliet. Van deze priester-beeldhouwer uit Breskens staan nog twee beelden in de gemeente.

## Natuur en landschap
Meerdonk ligt in het gebied van de Wase Scheldepolders. De hoogte bedraagt ongeveer 2,5 meter.
Een belangrijk natuurgebied is is het Saleghem Krekengebied. Op 6 mei 2007 werd, vertrekkend aan het Panneweel, doorheen het natuurgebied een rolstoelwandelpad van 5.6 km door Natuurpunt en het gemeentebestuur ingewandeld en voor het publiek opengesteld. In 2013 werd nog 11 hectare aangekocht en opengesteld voor het publiek. Op het rolstoelwandelpad kom je, uitkijkend over de weidse polder, het kunstwerk "Free the foxes" van Caroline Coolen tegen.

## Nabijgelegen kernen
De Klinge, Kieldrecht, Verrebroek, Sint-Gillis-Waas